# Lepisiota melas
Lepisiota melas är en myrart som först beskrevs av Carlo Emery 1915.  Lepisiota melas ingår i släktet Lepisiota och familjen myror. Inga underarter finns listade i Catalogue of Life.